# Movimento Popular de Barbuda pela Mudança
O Movimento Popular de Barbuda pela Mudança (em inglês:  Barbuda People's Movement for Change (sigla: BPMC)) é um partido político de Antígua e Barbuda, aliado do Partido Trabalhista de Antígua.